# I'll Get Him Yet
I'll Get Him Yet er en amerikansk stumfilm fra 1919 af Elmer Clifton.

## Medvirkende
- Dorothy Gish som Susy Faraday Jones
- George Fawcett som Bradford Warrington Jones
- Richard Barthelmess som Scoop McCready
- Ralph Graves som Harold Packard
- Edward Peil Sr. som Robert Hamilton